# Sim (Computerspielfigur)
Sims wurden die simulierten Einwohner des 1989 erschienenen Computerspiels SimCity genannt. Der Begriff wurde auch in weiteren Spielen der Firma Maxis beibehalten, etwa SimTown, Sim Tower, SimIsle oder den Nachfolgeversionen des ursprünglichen SimCity (SimCity 2000, SimCity 3000, SimCity 4 und SimCity (2013)).
2000 erschien dann Die Sims, eines der meistverkauften Computerspiele. Während es in SimCity und Sim Town darum ging, die Infrastruktur aufzubauen, um Sims zum Siedeln zu bewegen, konnte man in Die Sims erstmals die Sim-Charaktere selbst steuern. 2004 wurde von Maxis dann der Die-Sims-Nachfolger Die Sims 2 veröffentlicht. Nun erhielt das Spiel erstmals eine 3D-Grafik-Engine und stellte auch die Sims entsprechend dar. 2009 erschien Die Sims 3. Inzwischen ist der vierte Nachfolger Die Sims 4 am 4. September 2014 erschienen.
Auch Maxis-Computerspiele, in denen keine Sims vorkommen, erhielten einen Namen mit der Vorsilbe Sim, etwa SimEarth, SimGolf oder SimAnt.